# Verwaltungsgemeinschaft Thiendorf

Lage der Verwaltungsgemeinschaft Thiendorf im Landkreis Meißen (Stand: 31. Dezember 2015)

Die Verwaltungsgemeinschaft Thiendorf war eine Verwaltungsgemeinschaft im Freistaat Sachsen im Landkreis Meißen. Sie lag im Nordosten des Landkreises, zirka 14 km westlich von Königsbrück und 15 km östlich der Stadt Großenhain. Das Gemeinschaftsgebiet befand sich am Südrand des Naturparkes Niederlausitzer Heidelandschaft am Übergang zwischen Großenhainer Pflege und dem Westlausitzer Bergland. Nördlich des Gemeinschaftsgebietes lag die Grenze zum Land Brandenburg. Durch Thiendorf verlief die Bundesstraße 98. Die ehemals durch das Gemeinschaftsgebiet führende Bundesautobahn 4 war über den Anschluss Thiendorf zu erreichen.

## Die Gemeinden mit ihren Ortsteilen
- Thiendorf mit den Ortsteilen Lötzschen, Lüttichau, Lüttichau-Anbau, Naundorf bei Ortrand, Ponickau, Sacka, Stölpchen, Welxande und Thiendorf
- Tauscha mit den Ortsteilen Dobra, Kleinnaundorf, Würschnitz, Zschorna und Tauscha

Mit der Eingemeindung der Gemeinde Tauscha in die Gemeinde Thiendorf am 1. Januar 2016 wurde die Verwaltungsgemeinschaft aufgelöst.